# 八重瀬町

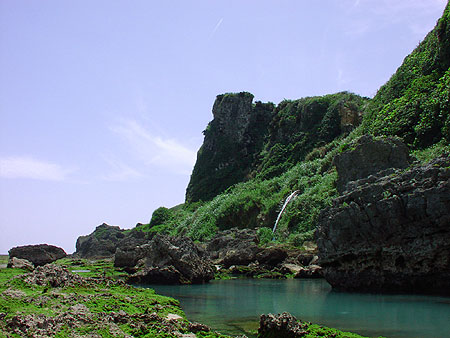
慶座バンタ

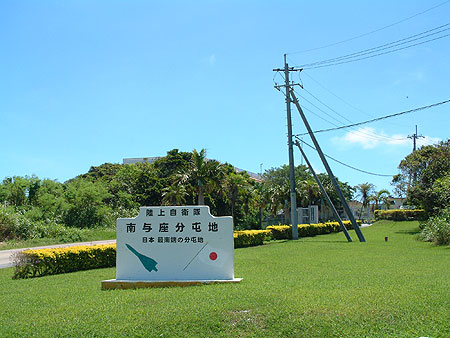
南与座分屯地

八重瀬町（やえせちょう）は、沖縄本島南部に位置する町。2006年1月1日、島尻郡東風平町と具志頭村が合併して誕生した。
町内には現存する最古のシーサーといわれる富盛のシーサーがあり、沖縄県指定有形文化財に指定されている。

## 地理
町の中央に最高地点となる八重瀬岳（標高163 m）があり、周囲は丘陵台地となっている。町内には二級河川が4本ある（長堂川、饒波川、雄樋川、報得川）。
150メートル前後の、第三紀層から成る丘陵地帯。北部を饒波川が西流する。
- 山：八重瀬岳（標高163メートル）
- 河川：饒波川（国場川水系）、雄樋川（南城市玉城との境）

### 隣接している自治体
- 豊見城市
- 糸満市
- 南城市
- 島尻郡南風原町

### 人口
| |                                          |  |
| 八重瀬町と全国の年齢別人口分布（2005年） | 八重瀬町の年齢・男女別人口分布（2005年） |  |
| ■紫色 ― 八重瀬町 ■緑色 ― 日本全国 | ■青色 ― 男性 ■赤色 ― 女性                |  |
| 八重瀬町（に相当する地域）の人口の推移 \| 1970年（昭和45年） \| 16,038人 \| \| \| 1975年（昭和50年） \| 17,647人 \| \| \| 1980年（昭和55年） \| 18,990人 \| \| \| 1985年（昭和60年） \| 19,918人 \| \| \| 1990年（平成2年） \| 20,718人 \| \| \| 1995年（平成7年） \| 23,033人 \| \| \| 2000年（平成12年） \| 24,626人 \| \| \| 2005年（平成17年） \| 25,121人 \| \| \| 2010年（平成22年） \| 26,681人 \| \| \| 2015年（平成27年） \| 29,066人 \| \| \| 2020年（令和2年） \| 30,941人 \| \| |                                          |  |
| 総務省統計局 国勢調査より |                                          |  |
| 1970年（昭和45年） | 16,038人                                 |  |
| 1975年（昭和50年） | 17,647人                                 |  |
| 1980年（昭和55年） | 18,990人                                 |  |
| 1985年（昭和60年） | 19,918人                                 |  |
| 1990年（平成2年） | 20,718人                                 |  |
| 1995年（平成7年） | 23,033人                                 |  |
| 2000年（平成12年） | 24,626人                                 |  |
| 2005年（平成17年） | 25,121人                                 |  |
| 2010年（平成22年） | 26,681人                                 |  |
| 2015年（平成27年） | 29,066人                                 |  |
| 2020年（令和2年） | 30,941人                                 |  |

## 歴史
- 1880年（明治13年） - 行政区の編成が行なわれ、東風平に島尻地方役所が設置される[1]。
- 1908年（明治41年） - 島嶼町村制により間切が廃止され、東風平村と具志頭村が誕生する[1]。なお、具志頭は当時「ぐしちゃん」と読んだ。
- 1945年（昭和20年） - 沖縄戦で東風平地区で約4,000人、具志頭地区で約2,300人が亡くなる[1]。
- 1954年（昭和29年） - 具志頭の読み方が「ぐしちゃん」から今の「ぐしかみ」に変更される（具志頭交差点の標識は 現在も Gushichan と表記されている。これは八重瀬町の行政区としての字具志頭からつけられているため）。
- 1979年10月1日 - 東風平村が町制施行、東風平町となる。
- 2002年、東風平町、具志頭村、南風原町、大里村（現南城市）の4町村の合併構想が浮上し、合併協議会を設立。しかし、南風原町が合併に消極的になったため2004年9月に合併協議会を解散（大里村は与那原町の反対で合併構想が頓挫した玉城村・佐敷町・知念村のグループに参加し、2006年南城市を誕生させる）。
- 2004年秋、東風平町、具志頭村の2町村の合併に向け合併協議会を設立。
- 2006年（平成18年）1月1日 - 東風平町と具志頭村が合併し八重瀬町が誕生[1]。
- 2016年1月　東風平に新庁舎が完成。具志頭の旧庁舎から移転（旧庁舎跡地には「南の駅 やえせ」が2017年に完成）。

## 行政
- 町長：新垣安弘（2018年2月12日就任）

| 代   | 氏名       | 就任日        | 退任日        |
| ---- | ---------- | ------------- | ------------- |
| 初代 | 中村信吉   | 2006年2月12日 | 2010年2月11日 |
| 2代  | 比屋根方次 | 2010年2月12日 | 2018年2月11日 |
| 3代  | 新垣安弘   | 2018年2月12日 | 現職          |

。

## 議会

### 県議会
2020年沖縄県議会議員選挙
- 選挙区：島尻・南城市選挙区
- 定数：4人
- 投票日：2020年6月7日
- 当日有権者数：104,298人
- 投票率：50.03％

| 候補者名 | 当落 | 年齢 | 党派名         | 新旧別 | 得票数   |
| -------- | ---- | ---- | -------------- | ------ | -------- |
| 座波一   | 当   | 60   | 自由民主党     | 現     | 11,727票 |
| 大城憲幸 | 当   | 51   | 無所属         | 現     | 8,875票  |
| 石原朝子 | 当   | 60   | 自由民主党     | 新     | 8,848票  |
| 玉城武光 | 当   | 71   | 日本共産党     | 現     | 8,710票  |
| 大城一馬 | 落   | 72   | 沖縄社会大衆党 | 現     | 6,833票  |
| 大城民夫 | 落   | 55   | 無所属         | 新     | 6,431票  |

### 衆議院
- 選挙区：沖縄4区（石垣市、糸満市、豊見城市、宮古島市、南城市、島尻郡（与那原町、南風原町、八重瀬町）、宮古郡、八重山郡）
- 任期：2021年10月31日 - 2025年10月30日
- 投票日：2021年10月31日
- 当日有権者数：295,455人
- 投票率：55.05％

| 当落 | 候補者名   | 年齢 | 所属党派   | 新旧別 | 得票数   | 重複 |
| ---- | ---------- | ---- | ---------- | ------ | -------- | ---- |
| 当   | 西銘恒三郎 | 67   | 自由民主党 | 前     | 87,671票 | ○    |
|      | 金城徹     | 68   | 立憲民主党 | 新     | 72,031票 | ○    |

## 地域
旧東風平町と旧具志頭村に分けることが多く、小・中学校の校区は旧町村ごとに分かれている。
なお、合併後の地名表記は「旧町村名」をそのまま「八重瀬町」に読み替えるだけで、ほぼ同じ時期に合併したうるま市、宮古島市、南城市とは違い、合併前の旧町村名が残らない。
例：
- （旧）島尻郡東風平町字友寄→島尻郡八重瀬町字友寄
- （旧）島尻郡具志頭村字与座→島尻郡八重瀬町字与座

### 町名の由来
- 旧東風平町と旧具志頭村の間にまたがっている八重瀬岳（標高163メートル）から。合併協議会が公募を行い、決定された。

### 字
東風平地区
元は村制前の6村を引き継いだ6字を置いていたが、のちに分割や新設により7字新設され、現在は13字を数える。
- 宜次（ぎし）：1947年、宜寿次（ぎずし）より改称。
- 東風平（こちんだ）
- 志多伯（したはく）
- 友寄（ともよせ）
- 富盛（ともり）
- 外間（ほかま）
- 世名城（よなしろ・よなぐすく）

以下は1947年（屋宜原のみ1948年）に新設された字である。
- 伊覇（いは）：東風平の一部から新設。
- 上田原（うえたばる）：東風平の一部から新設。
- 小城（こぐすく）：志多伯の一部から新設。
- 高良（たから）：世名城の一部から新設。
- 当銘（とうめ）：志多伯の一部から新設。
- 屋宜原（やぎばる）：東風平の一部から新設。

具志頭地区
- 安里（あさと）
- 新城（あらぐすく）
- 具志頭（ぐしかみ・ぐしちゃん）
- 仲座（なかざ）
- 玻名城（はなしろ）
- 港川（みなとがわ）- 1968年に約1万8千年前の古代人が発見され、地名から港川人と命名された。
- 与座（よざ）

以下は後にに新設された字である。長毛は1966年に設置されたが、他2つはいつできたか不詳である。90年代頃の可能性が高い。
- 長毛（ながもう）：港川の一部から新設。
- 大頓（おおとん）：具志頭・玻名城の一部から新設。
- 後原（こしはら）：新城？の一部から新設。

### 警察・消防

#### 警察
- 糸満警察署
  - 東風平交番（東風平）
  - 具志頭駐在所（玻名城）

#### 消防
- 島尻消防組合
  - 具志頭出張所（後原）

## 教育
高等学校
- 沖縄県立南部工業高等学校
- 沖縄県立南部商業高等学校
- 沖縄県立向陽高等学校

中学校
- 八重瀬町立東風平中学校
- 八重瀬町立具志頭中学校

小学校
- 八重瀬町立東風平小学校
- 八重瀬町立具志頭小学校
- 八重瀬町立白川小学校
- 八重瀬町立新城小学校

養護学校
- 沖縄県立島尻養護学校

## 公共施設
- 東風平運動公園
  - 東風平運動公園体育館
  - 東風平運動公園野球場
  - 東風平運動公園ソフトボール場
  - 東風平運動公園陸上競技場
  - 東風平運動公園多目的広場
  - 東風平運動公園サッカー場
  - 東風平運動公園テニス場
- 西部プラザ公園多目的広場
- 具志頭社会体育館
- 具志頭運動公園
  - 具志頭運動公園多目的広場
  - 具志頭運動公園陸上競技場
- 具志頭テニス場
- 八重瀬公園多目的広場
- 八重瀬町営プール

## スポーツ
合併前の東風平町は2003年より北海道日本ハムファイターズが二軍のキャンプ地として使用していた。しかし一軍のキャンプ地である沖縄本島北部の名護市との間で選手やコーチの往来に不便があるため、2006年はキャンプ後半の日程を北部の国頭村で行い、2007年からは全日程を国頭に移すことになった。したがって合併後の八重瀬町として日本ハムの二軍キャンプが行われたのは2006年の前半のみということになる。
東京ヤクルトスワローズが2009年から2011年まで2月に二軍キャンプ地として東風平運動公園野球場を使用し、その後2013年から2019年まで、韓国のハンファ・イーグルスが2～3月に開幕前のキャンプで使用していた。
2019年に創設された野球チーム・琉球ブルーオーシャンズが八重瀬町を準本拠地として活動し、東風平運動公園野球場を使用する。

## 交通

### バス
町内を通るバスは主に琉球バス交通と沖縄バスの2社で運行されている。
以下の路線が市内を通っている。琉球バス交通は那覇市と南城市内の百名バスターミナル・玉泉洞を結ぶ路線が中心で、沖縄バスは那覇市と糸満市を結ぶ路線が中心である。両社とも、ほかに糸満市と南城市を結ぶ路線もある。
下表の運行会社の「琉」は琉球バス交通の路線、「沖」は沖縄バスの路線。
| 番号                                           | 路線名                                | 運行 会社                             | 起点                                  | 終点                                  | 八重瀬町内の主な経由地                |
| 那覇市 - 南風原町 - 八重瀬町 - 糸満市          | 那覇市 - 南風原町 - 八重瀬町 - 糸満市 | 那覇市 - 南風原町 - 八重瀬町 - 糸満市 | 那覇市 - 南風原町 - 八重瀬町 - 糸満市 | 那覇市 - 南風原町 - 八重瀬町 - 糸満市 | 那覇市 - 南風原町 - 八重瀬町 - 糸満市 |
| ---------------------------------------------- | ------------------------------------- | ------------------------------------- | ------------------------------------- | ------------------------------------- | ------------------------------------- |
| 34                                             | 東風平線                              | 沖                                    | 那覇バスターミナル                    | 糸満バスターミナル                    | 友寄、東風平、富盛                    |
| 35                                             | 志多伯線                              | 沖                                    | 那覇バスターミナル                    | 糸満バスターミナル                    | 友寄、東風平、志多伯                  |
| 200                                            | 糸満おもろまち線                      | 沖                                    | おもろまち駅前広場                    | 糸満バスターミナル                    | 友寄、東風平、志多伯                  |
| 235                                            | 志多伯おもろまち線                    | 沖                                    | おもろまち駅前広場                    | 糸満バスターミナル                    | 友寄、東風平、志多伯                  |
| 334                                            | 国立劇場おきなわ線                    | 沖                                    | 国立劇場おきなわ（浦添市）            | 糸満バスターミナル                    | 友寄、東風平、富盛                    |
| 那覇市 - 南風原町 - 八重瀬町 - 南城市          |                                       |                                       |                                       |                                       |                                       |
| 50                                             | 百名（東風平）線                      | 琉                                    | 那覇バスターミナル                    | 百名バスターミナル                    | 友寄、東風平、新城、具志頭            |
| 51                                             | 百名（船越）線                        | 琉                                    | 那覇バスターミナル                    | 百名バスターミナル                    | 名幸原                                |
| 54                                             | 前川線                                | 琉                                    | 那覇バスターミナル                    | 玉泉洞前                              | 友寄、東風平、新城、具志頭、名幸原    |
| 83                                             | 玉泉洞線                              | 琉                                    | 那覇バスターミナル                    | 玉泉洞前                              | 友寄、東風平、新城、具志頭            |
| 糸満市 - 八重瀬町 - 南城市 - 与那原町 - 南城市 |                                       |                                       |                                       |                                       |                                       |
| 36                                             | 糸満〜新里線                          | 沖                                    | 糸満バスターミナル                    | 南城市役所                            | 東風平                                |
| 糸満市 - 八重瀬町 - 南城市                     |                                       |                                       |                                       |                                       |                                       |
| 81                                             | 西崎・向陽高校線                      | 琉                                    | 糸満バスターミナル                    | 玉泉洞前                              | 与座、具志頭                          |
| 82                                             | 玉泉洞糸満線                          | 琉                                    | 糸満バスターミナル                    | 玉泉洞前                              | 与座、具志頭                          |

上記の路線のほかに、南城市が沖縄バスに委託し運行するコミュニティバス「Nバス」のうちC・D2・F3・Gルートが経路上町内を通過するが、長毛バス停・向陽高校入口バス停に停車する以外は町内の停留所をすべて通過する。また町北西部の豊見城市との境界付近の県道82号バイパスには那覇バスの446番（那覇糸満線）が通るが、八重瀬町内に停留所はない。小城入口など、八重瀬町との境界に近い停留所がある。

### 道路
一般国道
- 国道331号
  - 港川バイパス

- 国道506号（那覇空港自動車道豊見城東道路）

（町内は通過のみで最寄のインターチェンジは町境に近い南風原町の南風原南インターチェンジ）
- 国道507号
  - 津嘉山バイパス

主要地方道
- 沖縄県道77号糸満与那原線
- 沖縄県道82号那覇糸満線

一般県道
- 沖縄県道15号線
- 沖縄県道17号線
- 沖縄県道48号線
- 沖縄県道52号線
- 沖縄県道54号線
- 沖縄県道131号線
- 沖縄県道134号線
- 沖縄県道249号東風平豊見城線
- 沖縄県道250号糸満具志頭線

## 名所・旧跡・観光スポット・祭事・催事
名所・旧跡・観光スポット
- 沖縄戦跡国定公園
- 八重瀬城跡
- 具志頭城跡（具志頭園地）
- 白梅学徒病院壕跡
- 富盛の石大獅子
- 小城のニーセー石

祭事・催事
- やえせ桜まつり（1月下旬 - 2月上旬頃から開催）
- 港川ハーレー（旧暦5月4日）
- 八重瀬町青年エイサー祭り
- やえせまつり（2009年10月10日に第1回、八重瀬町青年エイサー祭りと同時開催）
- 旧盆（旧暦7月15日ごろ）関連　各地域単位で行われている
  - エイサー（富盛、具志頭、新城、安里、港川、長毛）
  - 綱引き（富盛（3年ごと）、世名城、東風平、宜次、小城、当銘）小城と当銘は旧暦の6月15日前後にも行う
  - ウフデーク（安里）

- 十五夜（旧暦8月15日ごろ）関連　各地域単位で行われている
  - 唐人行列・大和人行列（富盛）
  - 棒術（富盛、東風平、安里、玻名城）
  - 獅子舞（東風平、友寄、志多伯、玻名城）
  - ウスデーク（世名城）
  - 綱引き（安里）

## 出身人物
- 新垣安弘 - 八重瀬町長。
- 謝花昇 - 旧東風平町出身。沖縄県における自由民権運動の父と称されている。
- HITOE（新垣仁絵） -  元歌手、SPEEDの元メンバー。
- mACKAz - HIGH and MIGHTY COLORのベース担当。
- 大城友弥 - 歌手。
- 平良朝治（英語版） - 旧具志頭村出身。元ウエイトリフティング選手。国体5連覇（1984年 - 1988年）。ロサンゼルス・ソウルオリンピック2大会連続出場。
- 比屋根渉 - プロ野球選手。
- 前川真悟 - かりゆし58のボーカル、ベース担当。
- 諸見里大介 - タレント、吉本新喜劇俳優
- PLATY - 歌手。U-DOU&PLATYの元メンバー
- 富田めぐみ - 舞台演出家。

## 郵便・電話

### 郵便
郵便は合併前は、東風平・具志頭両郵便局それぞれで旧町村ごとに集配業務を行っていたが、合併と同時に東風平郵便局に一元化した（具志頭郵便局は無集配となった）。郵便番号は以下の通りとなっている。
- 東風平郵便局：901-04xx（東風平）、901-05xx（具志頭）

### 電話
市外局番は復帰前093だったが、1972年の本土復帰とともに098993、1976年には098998に変更された。長らく現町域内の通話は市内局番がなく加入者番号の4桁をダイヤルするだけだった。そして1990年12月に那覇市や周辺市町村とともに098に統一され、旧市外局番の末尾の「998」が市内局番となり、現町域内でもようやく市内局番が導入された。これまで域外の市内通話は市外局番から10桁ダイヤルしていたのを市内局番からの7桁で済む反面、域内通話はこれまでの4桁から市内局番の998から7桁ダイヤルしなければいけなくなった。以降市内局番は998のほかに、835や840といった8から始まる市内局番も出てきた（他の市町でも使用されているため加入者番号の頭1桁で地域を分けている）。電話の開設・移転が窓口受付だった頃は那覇市の那覇電報電話局で行っていた（現在は116をダイヤルするのみ）。

## 備考
合併後の町役場は旧具志頭村役場に置かれたが、2016年1月に東風平に新築された新庁舎に移転した。